# Enercoop
Enercoop est un fournisseur coopératif français d'électricité d'origine renouvelable.
Le réseau Enercoop est composé de sociétés coopératives d'intérêt collectif, dont une structure nationale est titulaire de l'agrément de fournisseur d'électricité et 12 entreprises locales commercialisant des services énergétiques et de la production d'électricité.

## Historique

### Contexte
La création d'Enercoop s'inscrit dans le contexte de libéralisation économique européen du marché intérieur de l’énergie, entreprise à partir de 1996. La législation européenne est transposée au sein de la législation française pour créer le marché de l'électricité en France, ce qui conduit, à partir de 1999, à une séparation des activités de production, de transport, de distribution, et de fourniture d'électricité,.

### Constitution
Le 7 septembre 2005, Enercoop est constituée sous le statut d'une société coopérative d'intérêt collectif anonyme (SCIC-SA). Ce statut, délivré alors par la préfecture, reconnaît son utilité sociale et son intérêt collectif,,.
L'entreprise coopérative est fondée par des acteurs des énergies renouvelables (Comité de liaison énergies renouvelables (CLER), Compagnie du vent, Espace éolien développement, Solagro, Hespul), de la société civile (Agir pour l'environnement, Greenpeace France, Les Amis de la Terre) et de l'économie sociale et solidaire, (Biocoop, La Nef),,,.
En septembre 2006, Enercoop exerce sur le marché de l'électricité, l'activité de fournisseur, elle débute la commercialisation de son offre de fourniture d'électricité à un tarif supérieur à celui du tarif réglementé,,,,,. L'entreprise, précurseur sur ce type d'offre, propose exclusivement une offre d'électricité d'origine renouvelable,,,. La même année, elle reçoit l'agrément « Entreprise solidaire ».

### Développement en réseau de coopératives locales
Le projet se développe en réseau de coopérative sur le territoire métropolitain. La première structure, Enercoop Ardennes-Champagne est fondée en 2009, suivi en 2010 par Enercoop Rhône-Alpes.
En juin 2010, Enercoop fonde, avec différents partenaires, l'association Énergie partagée, une structure d'accompagnement, de développement, et de financement de coopérative citoyenne d'énergie pour l'appropriation collective et non spéculative des moyens de production,.
Enercoop Nord-Pas-de-Calais est fondée en 2011, suivi d'une structure en Languedoc-Roussillon en 2012, en Bretagne et en Provence-Alpes-Côte d'Azur en mars 2013,, et en janvier 2015, d'une autre en Midi-Pyrénées,.
En mars 2015, Enercoop s'associe à Hespul, au sein d'Epices-énergie, pour développer une solution de suivi en temps réel de la production photovoltaïque,.
En juin 2015, une coopérative en crée en Normandie puis en 2018, dans les Pays de la Loire,.
En 2025, deux nouvelles structures locales se créée en Centre-Val de Loire et en Bourgogne-Franche-Comté,.

### Diversification de l'approvisionnement
Le 20 septembre 2016, Enercoop est agréé pour l'achat d'énergie renouvelable issue d'installations de production subventionnées dans le cadre de l'obligation d'achat dans la limite de 75 contrats et 100 MW,. Cet agrément met fin au monopole des opérateurs historiques sur la gestion de ce type de contrat,. Ces limites passent à 500 contrats d'achat et 90 MW par arrêté du ministre de la transition écologique et solidaire, en date du 19 juin 2018,.
Début 2017, l'entreprise lève 1,5 million d'euros auprès de ses sociétaires, portant son capital à 12 millions d'euros.
Enercoop est autorisée à exercer sur le marché du gaz en France, avec une offre issu de méthanisation. Dans ce but, Enercoop Aquitaine signe le 31 mai 2017 un contrat d'achat de biométhane, porté par 15 agriculteurs dans les Pyrénées-Atlantiques.
En septembre 2017, Enercoop finalise une levée de fonds de 5,7 millions d'euros auprès d'instituts spécialisés en finance solidaire.
En 2018, 200 producteurs contractualisent au sein du réseau Enercoop, composé de 11 structures régionales. Le réseau émet, cette année-là, un appel d'offres pour s'approvisionner en électricité auprès de nouveaux projets d'énergies renouvelables, hors subventions publiques.
Les souscriptions sont gelées en décembre 2021, en réponse à la crise énergétique mondiale de 2021-2023.
En mai 2022, Enercoop Midi-Pyrénées met en service une première opération d'autoconsommation collective (ACC) en France adossée à un parc solaire au sol. Le projet est développé pour une Biocoop à Saint-Affrique (Aveyron), pour une puissance de 36 kWc,,,.
Fin 2022, l'entreprise devient responsable d'équilibre pour gérer l’équilibre physique du réseau entre l’injection issue de la production et le soutirage de la consommation de son périmètre. L'ensemble des consommateurs et l’essentiel de ses producteurs sont intégrés à son périmètre d'équilibre à la fin de l’année 2023,.
En 2022, 5% de l'approvisionnement en électricité du fournisseur repose sur des contrats de long terme de vente directe d'électricité, de 20 à 30 ans, sans intermédiaire entre le producteur et le fournisseur,. L'entreprise poursuit ce type de contractulisation,.

### Production d'électricité
Fin 2022, les coopératives Enercoop sont propriétaires de 20 sites de production d’énergie renouvelable en France, et plus d’une centaine de projets sont en cours de développement. Enercoop Midi-Pyrénées développe de petits parcs solaires, d'une puissance de 250 kWc pour une production d'environ 300 000 kWh/an,.
Début 2023, le réseau Enercoop investit 14,5 millions d’euros dans la production solaire et éolienne et fonde une filiale commune nommée Enercoop production, pour développer des moyens de production d'électricité renouvelable,.

## Mix énergétique de l'approvisionnement

### Positionnement vis-à-vis de l'ARENH
En décembre 2010, le dispositif de l’accès régulé à l'électricité nucléaire historique (ARENH) est instauré par la loi portant nouvelle organisation du marché de l’électricité (loi NOME). Ce dispositif permet aux fournisseurs alternatifs, depuis le 1er juillet 2011 et jusqu’au 31 décembre 2025, d’accéder à un prix régulé, à l’électricité produite par les centrales nucléaires historiques d’EDF situées sur le territoire national et mises en service avant le 8 décembre 2010,,.
Jusqu'en 2023, l'entreprise refuse de s'approvisionner à l'ARENH,, et dénonce chez certains concurrents d'offre d'électricité renouvelable leur approvisionnement à l'ARENH avec des garanties d'origine,,,,.

### Origine du mix énergétique
L'origine renouvelable est certifiée par l'achat conjoint de garantie d'origine et de l'électricité renouvelable aux producteurs,,,.
En 2012, l'entreprise fournit 52 GWh d'électricité produite par 89 producteurs : 50 éoliennes, 12 toits solaires photovoltaïques, 26 centrales hydroélectriques et 1 centrale biogaz.
En 2019, Enercoop fournit 459 GWh d'électricité, composée majoritairement d’énergie hydraulique à 86 %, d'énergie éolienne à 12 %, de 2 % de photovoltaïque et de 0,01 % de biomasse.
Selon des chiffres transmis par Enercoop au Monde, 642 GWh d'électricité renouvelable sont livrés par 400 producteurs sous contrat en 2021. La production acquise couvre en 2021, 108 % de la consommation des clients. Cependant, ce taux de couverture descend à 80 % sur certains créneaux horaires, ce qui oblige la société à faire appel au marché pour l'équilibrer,. En octobre 2021, 28 % de l'électricité acquise provient d'installations en gouvernance partagée.
En octobre 2021, l'Agence de l'environnement et de la maîtrise de l'énergie (ADEME) créée le label VertVolt. L'offre unique de la société y est labellisée « très engagé [et] sans nucléaire » imposant qu'au minimum 25 % des installations de production d'électricité soient « récentes — raccordement après le 1er janvier 2015 — et sans soutien public [et / ou] à gouvernance partagée »,,. Selon l'audit, l'offre commercialisée est composée de 100 % d'électricité renouvelable achetée conjointement avec des garanties d’origine auprès des mêmes producteurs et ne fait pas appel à l'ARENH. Dans cette offre, 2,8 % de l'électricité achetée à des installations construites après 2015 -  majoritairement dans les pays de la Loire à partir d'éolien - n'ont pas bénéficié de soutien public ; 40 % de son électricité est achetée à des installations sous gouvernance partagée. L'électricité proposée est à chaque instant à 80 % d’origine renouvelable en moyenne. Elle est de 100 % en moyenne sur le mois, conformément à la législation française.

### Recours à l'ARENH à partir de 2023
En 2022, malgré trois hausses tarifaires, le refus de s'approvisionner à l'ARENH est remis en question à la suite de la crise énergétique mondiale de 2021-2023. En effet, malgré 400 contrats directs avec des producteurs, Enercoop est dépendant du marché car 50 % de son approvisionnement provient de producteurs qui ont choisi un prix de vente corrélé au prix de marché, qui a augmenté de 73 % en un an, et que les couvertures d'équilibrage entre consommations et productions sont également échangés sur ce marché. 
L'entreprise vulgarise la situation auprès de ses sociétaires. La décision de souscrire à l'ARENH à partir du 1er janvier 2023 pour limiter l'expositions au marché est soumise en assemblée générale par le conseil d'administration. Elle est validée par les sociétaires à 88 %,,. Cette décision permet au fournisseur un accès à de l'électricité au prix régulé de 46,20 €/MWh, contre un prix de marché à court terme proche de 200 €/MWh. L'entreprise est le seul fournisseur n'ayant pas eu recours à l'ARENH jusqu'en 2022,,.
En 2023, l'offre d'électricité d'Enercoop est labellisé VertVolt « très engagé »,.

## Spécificités coopérative

### Gouvernance démocratique
Chaque copropriétaire associé, sociétaire, dispose d'un seul et unique pouvoir de vote à l’assemblée générale, quel que soit le montant de capital détenu,. La détention d'une part sociale permet de voter selon le principe « une personne = une voix »,,,.
Dans ce cadre, certaines coopératives locales du réseau développent des organisations singulières. Ainsi, la coopérative régionale Enercoop Midi-Pyrénées, structure sa gouvernance statutaire et opérationnelle sur les bases de la sociocratie et de l'holacratie,.

### Multisociétariat
Le statut de SCIC, permet à l'entreprise d'associer à son capital, différentes parties prenantes à son projet, telles que ses clients : consommateurs d'électricité, ses fournisseurs : producteurs d'énergie, ses salariés, les collectivités locales, les partenaires et les porteurs du projet,.
Les votes sont pondérés par collèges de vote afin de préserver le pouvoir de chaque partie prenante. Depuis la création d'un collège pour les Enercoop locales en juin 2018, la répartition des droits de votes au sein des collèges d'Enercoop est la suivante, :
| Collège                           | Droit de vote (%) |
| --------------------------------- | ----------------- |
| Consommateurs et soutiens         | 20 %              |
| Producteurs                       | 20 %              |
| Enercoop locales                  | 20 %              |
| Salariés                          | 15 %              |
| Porteurs du projet                | 15 %              |
| Collectivités, ELD et partenaires | 10 %              |

### Lucrativité limitée
La lucrativité d'une entreprise constitués en société coopérative d'intérêt collectif (SCIC) est limité par la loi selon trois mécanismes : par la mise en réserve minimum d'au moins 57,5 % des bénéfices,,, le plafonnement de la rémunération des parts sociales et l’impartageabilité des excédents en réserve. La valeur nominale d'une part sociale, ne peux alors pas être réévaluée à une valeur supérieure.

### Agrément ESUS
10 structures du réseau Enercoop sont agréées « Entreprise solidaire d'utilité sociale ».

## Chiffres clés

### Données financières
| Année | Chiffre d'affaires | Excédent brut d'exploitation | Résultat d'exploitation | Résultat net | Capitaux propres | Dette        |
| ----- | ------------------ | ---------------------------- | ----------------------- | ------------ | ---------------- | ------------ |
| 2022  | 233 412 600 €      |                              | 3 119 174 €             | 2 336 826 €  | 17 294 916 €     | 80 696 871 € |
| 2021  | 134 969 000 €      | -1 354 400 €                 | -2 822 800 €            | -3 644 900 € | 15 103 600 €     | 52 781 800 € |
| 2020  | 95 783 100 €       | 5 630 500 €                  | 3 924 000 €             | 2 575 500 €  | 16 904 400 €     | 45 594 000 € |
| 2019  | 85 511 300 €       | 3 660 000 €                  | 2 040 900 €             | 1 625 300 €  | 12 199 300 €     | 30 751 300 € |
| 2018  | 84 557 700 €       | 428 800 €                    | −1 146 300 €            | −1 366 400 € | 9 347 100 €      | 28 508 800 € |
| 2017  | 58 728 000 €       | −1 417 100 €                 | −2 188 500 €            | −2 130 281 € | 8 078 800 €      | 22 845 100 € |
| 2016  | 39 266 400 €       | −557 800 €                   | −1 056 100 €            | −862 532 €   | 4 664 800 €      | 18 527 300 € |
| 2015  | 24 677 600 €       | −496 500 €                   | −923 300 €              | −691 300 €   | 4 907 800 €      | 8 730 500 €  |
| 2014  | 19 343 900 €       | 278 300 €                    | 50 100 €                | 107 300 €    | 3 644 200 €      | 6 524 800 €  |
| 2013  | 14 338 100 €       | 131 300 €                    | 54 100 €                | 90 500 €     | 3 035 200 €      | 4 782 400 €  |
| 2012  | 8 739 600 €        | 161 500 €                    | 79 600 €                | 107 100 €    | 2 347 900 €      | 2 981 900 €  |
| 2010  | 4 049 400 €        | 99 600 €                     | 62 200 €                | 5 600 €      | 857 400 €        | 1 688 800 €  |
| 2009  | 2 712 000 €        | −5 000 €                     | −24 000 €               | 2 000 €      | 358 000 €        | 1 349 000 €  |
| 2008  | 1 263 000 €        | −662 000 €                   | −672 000 €              | −677 000 €   | −99 000 €        | 1 231 000 €  |
| 2007  | 317 000 €          | −214 000 €                   | −228 000 €              | −228 000 €   | 206 000 €        | 350 000 €    |
| 2006  | 36 000 €           | −109 000 €                   | −112 000 €              | −112 000 €   | 170 000 €        | 62 000 €     |

## Participations
La SCIC SA Enercoop dispose de plusieurs participations au 31/12/2020, :
- Énergie partagée étude : 41,93%
- Énergie partagée coopérative : 33,33%
- Épices énergie : 33,33%[29]

## Distinctions
Courant 2013, la coopérative est lauréat du Grand prix de la finance solidaire de Finansol dans la catégorie 10 à 50 salariés,.
En 2020, Enercoop figure à la première position ex-æquo avec Planète Oui du classement Greenpeace des fournisseurs d'électricité français. Ce comparatif classe les fournisseurs en fonction de leurs investissements dans l'énergie nucléaire et l'énergie renouvelable, offrant selon Greenpeace, une vision plus transparente de l’origine des offres d’électricité du pays. L'entreprise réprésente alors 1% de part de marché au sein des fournisseurs alternatifs pour une puissance installé de 324 MW, soit 0,25 % des capacités des productions d'électricité en France.

## Communication

### Identités visuelles

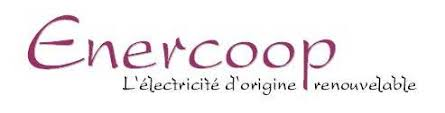
Logo de 2005 à 2010
Logo de 2010 à 2012
Logo de 2012 à 2017
Logo depuis 2017

### Partenaires

#### Partenaires français
Enercoop est membre du collectif des Licoornes, composé de coopératives de la transition citoyenne et écologique, Telecoop dans la télécommunications, Mobicoop pour le covoiturage, l’autopartage avec Citiz et la finance solidaire avec La Nef,,.

#### Partenaires européens
À l'échelon européen, Enercoop travaille en lien avec des fournisseurs coopératifs d'énergie renouvelable comme Ecopower en Belgique, Som Energia en Espagne et De Windvogel aux Pays-Bas. En 2013, ils fondent la fédération européenne des coopératives d'énergie renouvelable REScoop.eu et un fonds européen de financement des projets énergétique, Rescoop Mecise.

### Activité de lobbying

#### Auprès des institutions publiques françaises
Enercoop est inscrit comme représentant d'intérêts auprès de l'Assemblée nationale. L'entreprise déclare à ce titre qu'en 2015 les coûts annuels liés aux activités directes de représentation d'intérêts auprès du Parlement français s'élèvent à 1 000 €.
Sur la période 2017-2020, la société déclare auprès de la Haute Autorité pour la transparence de la vie publique (HATVP) un montant annuel de dépenses liées aux actions de représentation d'intérêts réalisées comprise entre 25 000 € et 50 000 €.

#### Auprès des institutions publiques européennes
En 2021, l'activité de lobbying déclarée par la coopérative auprès de la Commission européenne sur le registre de la transparence représentait 0,2 ETP pour un montant inférieur à 10 000 €.

## Directions

### Présidences
- Patrick Behm : 2005-2011
- Julien Robillard : 2011-2013
- Patrick Behm : 2013 (intérim)
- Mathieu Richard : 2013-2017
- Amandine Albizzati : 2017[107]-2021
- Philippe Cacciabue : 2021-2021
- Julien Noé : depuis 2021

### Directions générales
- Patrick Behm : 2005-2014[97].
- Emmanuel Soulias : 2014-2019.
- Amandine Albizzati : 2019-2022[108]
- Catherine El Arouni : depuis 2022[105].